# 阿馬蘭巴湖
阿馬蘭巴湖（Lago Amaramba）是莫桑比克的淺水湖泊，接近鄰國馬拉維，位於丘塔湖以北，海拔高度635米，面積8,350平方公里，是當地居民的食水和灌溉水來源，湖水經盧任達河注入魯伏馬河，由於湖水在每年雨季泛濫，湖區土地相當肥沃。